# Nagroda Signe Ekblad-Eldh
Nagroda Signe Eklblad-Eldh (szw. Signe Ekblad-Eldhs pris) – szwedzka nagroda literacka przyznawana corocznie od 1962 roku przez Akademię Szwedzką. Została ufundowana przez Signe Ekblad-Eldh (1903–1960), a kwota nagrody (w 2017 roku 140 000 szwedzkich koron) pochodzi z funduszu zapisanego przez nią Akademii. Przyznawana jest wybitnym twórcom szwedzkiej literatury pięknej.

## Laureaci
- 1962 – Tage Aurell(inne języki)
- 1963 – Erik Lindegren
- 1964 – Gustav Hedenvind-Eriksson(inne języki)
- 1965 – Per Olof Sundman
- 1966 – Tora Dahl(inne języki)
- 1967 – Willy Kyrklund
- 1968 – Werner Aspenström
- 1969 – Walter Ljungquist(inne języki)
- 1970 – Lars Ahlin
- 1971 – Gunnar E. Sandgren(inne języki)
- 1972 – Ann Margret Dahlquist-Ljungberg(inne języki)
- 1973 – Ulla Isaksson(inne języki)
- 1974 – Hans O. Granlid(inne języki)
- 1975 – Per Olov Enquist
- 1976 – Kerstin Ekman
- 1977 – Lars Ardelius(inne języki)
- 1978 – Rita Tornborg(inne języki)
- 1979 – Sun Axelsson(inne języki)
- 1980 – Sivar Arnér
- 1981 – Sven Delblanc
- 1982 – Lars Andersson(inne języki)
- 1983 – Karl Rune Nordkvist(inne języki)
- 1984 – Willy Kyrklund i Niklas Rådström(inne języki)
- 1985 – Per Agne Erkelius(inne języki) i Bengt Söderbergh(inne języki)
- 1986 – Lars Gustafsson och Theodor Kallifatides
- 1987 – Stig Larsson i Irmelin Sandman Lilius(inne języki)
- 1988 – Konny Isgren(inne języki) i Klas Östergren
- 1989 – Eva Runefelt(inne języki) i Jesper Svenbro
- 1990 – Ernst Brunner(inne języki) i Ulla Olin-Nilson(inne języki)
- 1991 – Per Agne Erkelius(inne języki) i Björn Julén(inne języki)

- 1992 – Kristina Lugn i Björner Torsson(inne języki)
- 1993 – Claes Hylinger(inne języki)
- 1994 – Per Gunnar Evander(inne języki)
- 1995 – Anne-Marie Berglund(inne języki)
- 1996 – Carola Hansson(inne języki)
- 1997 – Kjell Johansson
- 1998 – Lars Ardelius(inne języki)
- 1999 – Per Holmer(inne języki)
- 2000 – Margareta Ekström
- 2001 – Inger Alfvén
- 2002 – Niklas Rådström(inne języki)
- 2003 – Bodil Malmsten
- 2004 – Göran Palm(inne języki)
- 2005 – Ulf Eriksson
- 2006 – Agneta Pleijel
- 2007 – Lars Jakobson(inne języki)
- 2008 – Theodor Kallifatides
- 2009 – Håkan Anderson(inne języki)
- 2010 – Staffan Söderblom(inne języki)
- 2011 – Sigrid Combüchen
- 2012 – Carl-Henning Wijkmark(inne języki)
- 2013 – Kristian Lundberg(inne języki)
- 2014 – Märta Tikkanen
- 2015 – Elsie Johansson(inne języki)
- 2016 – Majgull Axelsson
- 2017 – Marie Silkeberg(inne języki)
- 2018 – Tove Folkesson(inne języki)[2]